# Wizards vs Aliens
A Wizards vs Aliens színes angol tévéfilmsorozat. A sorozatot azért készítették el, hogy pótolhassák bizonyos szinten a Sarah Jane kalandjai című sorozatot, amit azért fejeztek be, mivel meghalt a főszereplőt alakító Elisabeth Sladen.

## Szereplők
A dőlt betűvel jelölt nevek azt jelzik, hogy színészeik csak hangot adnak.
| Szereplő            | Színész                                   |
| ------------------- | ----------------------------------------- |
| Tom Clarke          | Scott Haran                               |
| Benny Sherwood      | Percelle Ascott                           |
| Lexi                | Gwendoline Christie                       |
| Varg                | Jefferson Hall (később Kristian Phillips) |
| Nekross király      | Brian Blessed                             |
| Lady Lyzera         | Alex Childs                               |
| Ursula Crowe        | Annette Badland                           |
| Michael Clarke      | Michael Higgs                             |
| Randal Moon         | Dan Starkey                               |
| Jathro 15 technikus | Tom Bell                                  |
| Katie Lord          | Manpreet Bambra                           |
| Quinn Christopher   | Connor Scarlett                           |

## Epizódlista
A sorozat a Sarah Jane kalandjai-hoz hasonlóan két rész alkot egy történetet.
- 1. Dawn of the Nekross (2012. október 29.-30.)
- 2. Grazlax Attacks (2012. november 5.-6.)
- 3. Rebel Magic (2012. november 12.-13.)
- 4. Friend or Foe (2012. november 19.-20.)
- 5. Fall of the Nekross (2012. november 26.-27.)
- 6. The Last Day (2012. december 3.-4.)
- 7. 100 Wizards (2013. október 28.-29.)
- 8. Vice Versa (2013. november 4.-5.)
- 9. The Cave of Menla-Gto (2013. november 11.-12.)
- 10. The Curse of Crowe (2013. november 18.-19.)
- 11. The Thirteenth Floor (2013. november 25.-26.)
- 12. Endless Night (2013. december 2.-3.)
- 13. All Out War! (2013. december 9.-10.)
- 14. The Secret of Room 12 (2014. október 27.) (egy részként mutatták be)
- 15. The Quantum Effect (2014. november 3.-4.)
- 16. The Daughters of Stone (2014. november 10.-11.)
- 17. The Key of Bones (2014. november 17.-18.)
- 18. Twilight Falls (2014. november 24.-25.)

### Nézettségek
| Epizód sorszáma | Bemutató napja     | Nézők száma (millió) | Helye a Barb nézettségi toplistáján toplistán |
| --------------- | ------------------ | -------------------- | --------------------------------------------- |
| 1               | 2012. október 29.  | 0,595                | 1                                             |
| 2               | 2012. október 30.  | 0,502                | 2                                             |
| 3               | 2012. november 5.  | 0,508                | 1                                             |
| 4               | 2012. november 6.  | 0,478                | 2                                             |
| 5               | 2012. november 12. | 0,433                | 2                                             |
| 6               | 2012. november 13. | 0,417                | 3                                             |
| 7               | 2012. november 19. | 0,543                | 1                                             |
| 8               | 2012. november 20. | 0,497                | 2                                             |
| 9               | 2012. november 26. | 0,409                | 5                                             |
| 10              | 2012. november 27. | 0,458                | 1                                             |
| 11              | 2012. december 3.  | 0,496                | 2                                             |
| 12              | 2012. december 4.  | 0,505                | 1                                             |

## Fordítás
- Ez a szócikk részben vagy egészben  a   Wizards_vs_Aliens című angol Wikipédia-szócikk fordításán alapul.  Az eredeti cikk szerkesztőit annak laptörténete sorolja fel. Ez a jelzés csupán a megfogalmazás eredetét és a szerzői jogokat jelzi, nem szolgál a cikkben szereplő információk forrásmegjelöléseként.